# Tarsolepis sommeri
Tarsolepis sommeri là một loài bướm đêm thuộc họ Notodontidae. Nó được tìm thấy ở miền Đông phương.
Ấu trùng ăn Nephelium lappaceum.

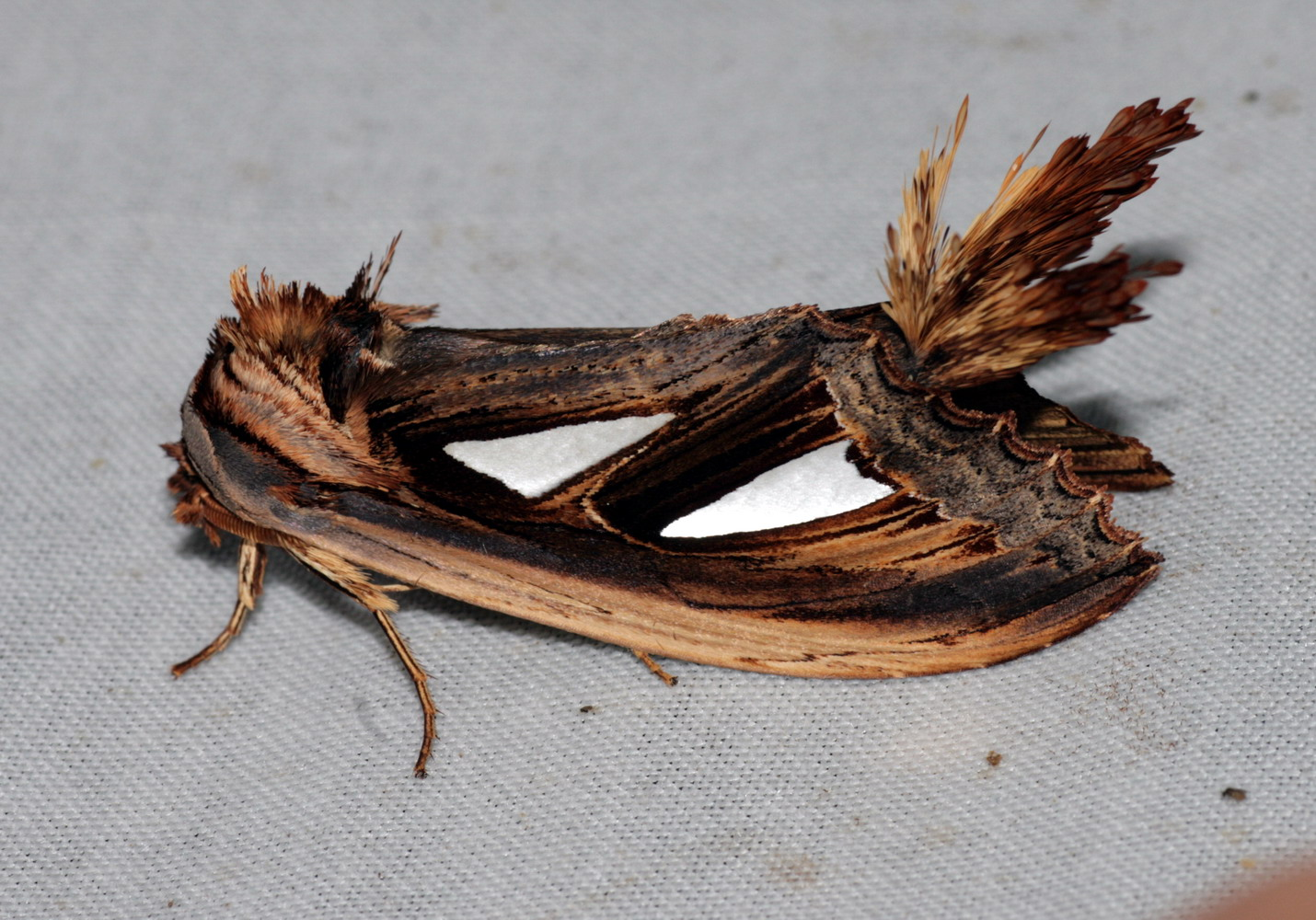

Adults have been observed drinking tears from mammals.